# Среднее (озеро, Запорожская область)
Среднее озеро — озеро на побережье Азовского моря, расположенное на территории Бердянского района (Запорожская область, Украина). Площадь —  км². Тип общей минерализации — солёное. Происхождение — лагунное. Группа гидрологического режима — бессточное.
Расположено в границах зоны стационарной рекреации Приазовского национального природного парка.

## География
Входит в Бердянскую группу озёр. Длина — 1,45 км, ширина средняя — 0,4 км, наибольшая — 0,56 км. Глубина наибольшая — 0,5 м. Высота над уровнем моря — -0,7 м — ниже уровня Азовского моря. Озёрная котловина грушевидной формы, вытянутая с юг на север, расширяется на север. Своими размерами и формой напоминает Красное озеро. Берега низменные, песчаные.
Озеро расположено на побережье Азовского моря на Ближней Бердянской косе — в восточной части города Бердянск. Среднее озеро примыкает с запада к Большому (Долгому) озеро, от которого отделено косой с отмелями и сообщается проливом. Бессточное озеро — нет впадающих и вытекающих рек. В озере нет островов, на севере озеро имеет залив. Вокруг озера расположены небольшие озёра.
Питание за счёт инфильтрации морских вод Азовского моря. Вода по составу схожа с морской водой. Зимой замерзает. Дно озера у берега твёрдое, покрытой черепашником, дальше вглубь приобретает илистый характер. Доброкачественных грязей в озере не обнаружено.
Характер берегов однообразный, вдоль берега тянется песчано-ракушечниковая полоса, которая с внешней стороны зарастает солончаковой растительностью (галофитами).

## Природа
На берегах озера растут солерос европейский, солянка южная, кермек каспийский и другие. Озеро служит местом гнездования птиц (краснозобая казарка, огарь, обыкновенный гоголь, тонкоклювый кроншнеп, большой кроншнеп, степная тиркушка, черноголовый хохотун, серая куропатка и другие). Среди животных встречаются заяц-русак, ёж, лисица. 